# Gerichtsbezirk Haslach
Der Gerichtsbezirk Haslach war ein dem Bezirksgericht Haslach unterstehender Gerichtsbezirk im politischen Bezirk Rohrbach (Bundesland Oberösterreich). Der Gerichtsbezirk wurde 1923 aufgelöst und das Gebiet des Gerichtsbezirks dem Gerichtsbezirk Rohrbach zugeteilt.

## Geschichte
Der Gerichtsbezirk Haslach wurde gemeinsam mit 46 anderen Gerichtsbezirken in Oberösterreich durch einen Erlass des k. k. Oberlandesgerichtes Linz am 4. Juli 1850 geschaffen und umfasste ursprünglich die zehn Steuergemeinden Afiesl, Ahorn, Haslach, Helfenberg, Lichtenau, Sankt Oswald, Schönegg, Spannfeld, Sankt Stephan und Unterriedl.
Das mit 8. Juni 1850 seine Arbeit aufnehmende Bezirksgericht Haslach erstreckte seine Zuständigkeit somit über die nördlichen Teile der nun aufgelösten Landgerichte Haslach und Wachsenberg sowie über das Gebiet des Burgfried Tannbergschlag.
Der Gerichtsbezirk bildete im Zuge der Trennung der politischen von der judikativen Verwaltung
ab 1868 gemeinsam mit den Gerichtsbezirken Rohrbach, Aigen, Lembach und Neufelden den Bezirk Rohrbach.
Der Gerichtsbezirk Haslach wurde bereits 1923 wieder aufgelöst, wobei von den ehemals zehn Gemeinden nach Gemeindezusammenlegungen noch acht existierten. Im Zuge der Auflösung des Gerichtsbezirks wurde die Gemeinde St. Oswald bei Haslach dem Gerichtsbezirk Aigen, die übrigen Gemeinden dem Gerichtsbezirk Rohrbach zugeschlagen.

## Gerichtssprengel
Der Gerichtssprengel umfasst zum Zeitpunkt der Auflösung 1923 die acht Gemeinden Afiesl, Ahorn, Haslach an der Mühl, Helfenberg, Lichtenau im Mühlkreis, Sankt Oswald bei Haslach, Schönegg und Sankt Stefan am Walde.